# Afghanisch-US-amerikanische Beziehungen
Afghanistan und die Vereinigten Staaten von Amerika begannen ihre diplomatischen Beziehungen im Jahr 1921 während der Regierungszeit des afghanischen Königs Amanullah Khan und des 29. Präsidenten der Vereinigten Staaten, Warren G. Harding.

## Geschichte

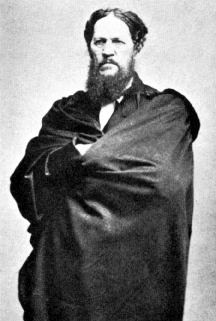
Josiah Harlan

Erste Kontakte zwischen Afghanistan und den USA starteten, als in den 1830er-Jahren der US-amerikanische Abenteurer und politische Aktivist Josiah Harlan aus Philadelphia den Indischen Subkontinent mit der Absicht betrat, Afghanistans König zu werden. Nun begann die US-amerikanische Regierung damit, im Binnenland Afghanistan Geld zu investieren. Dies endete erst, als in Afghanistan die Saur-Revolution ihren Lauf nahm.
In der Zeit von 1839 bis 1842 fand der erste anglo-afghanische Krieg statt. Hier kämpften der Afghanische König Schah Schudscha und Dost Mohammed Khan um die Herrschaft des Durrani-Reichs. Nachdem die britischen Truppen besiegt und zum Rückzug gezwungen wurden, verließ auch Harlan Afghanistan.
1911 kam A. C. Jewett, ein ehemaliger Mitarbeiter von General Electric, nach Afghanistan, um ein Wasserkraftwerk in der Nähe von Kabul zu errichten. Er wurde zum Chefingenieur des damaligen Königs Emir Habibullah Khan ernannt.
Nach der sowjetischen Intervention in Afghanistan im Dezember 1979 wurden die afghanisch-US-amerikanischen Beziehungen vor allem durch den Kalten Krieg bestimmt. Ab 1980 nahmen die USA viele afghanische Flüchtlinge auf, unterstützten aber auch die Mudschaheddin in Zusammenarbeit mit dem Pakistanischen Geheimdienst Inter-Services Intelligence wirtschaftlich und in Form von Waffenlieferungen.
Nach den Terroranschlägen am 11. September 2001 marschierte das US-amerikanische Militär mit dem Ziel in Afghanistan ein, Osama bin Laden zu vernichten und die Al-Qaida-Truppen zu beseitigen. Diese Invasion diente auch dazu, den Wiederaufbau in Afghanistan wieder in Gang zu bringen. Somit konnte der Staat auch seine Diplomatischen Beziehungen zum Rest der Welt wieder aufnehmen.
2012 erklärte der damalige US-Präsident Barack Obama Afghanistan zu einem wichtigen Partner außerhalb der NATO. Laut einer Umfrage der BBC galten die USA als beliebtester Partner.
Zeitgleich mit dem Abzug der USA aus Afghanistan nach dem Doha-Abkommen starteten die Taliban im Sommer 2021 eine Großoffensive und stürzten die von den USA unterstützte Islamische Republik Afghanistan, was die Evakuierung des diplomatischen Personals der USA aus Afghanistan erzwang. Infolge der erneuten Machtübernahme der Taliban frohren die USA die Devisenreserven des Landes ein.

## Offizielle diplomatische Beziehungen
Nach dem Vertrag Friede von Rawalpindi aus dem Jahr 1919 zwischen Afghanistan und Großbritannien erlangte Afghanistan seine Souveränität zurück. 1921 besuchte eine Gruppe Afghanischer Diplomaten die USA, um diplomatische Beziehungen aufzubauen. Nach ihrer Rückkehr nach Kabul brachten die Gesandten einen Begrüßungsbrief des damaligen US-Präsidenten Warren G. Harding mit. Nach der Aufnahme diplomatischer Beziehungen sollten die USA dafür sorgen, den Lebensstandard des Entwicklungslandes Afghanistan zu verbessern.
Als ein wichtiger Faktor für die Aufrechterhaltung und Verbesserung der Beziehungen zwischen den USA und Afghanistan galt das Engagement von William Harrison Hornibrook, er war von 1935 bis 1936 als nichtansässiger US-Gesandter (bevollmächtigter Minister) in Afghanistan tätig. Von 1940 bis 1942 diente der Gesandte Louis G. Dreyfus dort, 1942 wurde in Kabul, als Vorstufe zu einer Botschaft, eine Gesandtschaft eröffnet.
Oberst Gordon B. Enders wurde zum ersten Militärattaché in Kabul ernannt, Cornelius Van Hemert Engert vertrat die US-Gesandtschaft von 1942 bis 1945, gefolgt von Ely Eliot Palmer von 1945 bis 1948.
Obwohl Afghanistan zum Großdeutschen Reich gute Beziehungen unterhielt, nahm es dennoch eine neutrale Rolle im Zweiten Weltkrieg ein.
Bis ins beginnende Jahr 2020 war John R. Bass Botschafter für die USA in Kabul, ab 18. Januar 2020 war es Ross L. Wilson bevor die Beziehungen 2021 erneut unterbrochen wurden.

## Das Verhältnis während des Kalten Krieges
Diese Partnerschaft nahm während der Zeit des Kalten Krieges zwischen den Vereinigten Staaten von Amerika und der Sowjetunion eine wichtige Rolle ein. Prinz Mohammed Naim Khan Vetter, der damalige König von Afghanistan Mohammed Sahir Schah wurde zum Geschäftsträger in Washington ernannt. Der damalige Präsident der Vereinigten Staaten von Amerika Harry S. Truman erklärte, dass die Freundschaft zwischen den beiden Ländern durch die Anwesenheit hochrangiger Diplomaten in jeder Hauptstadt „erhalten und gestärkt“ werde. Der erste offizielle afghanische Botschafter in den Vereinigten Staaten war Habibullah Khan Tarzi, der dort zwischen 1946 und 1953 diente. 1948 wurde die Gesandtschaft in Kabul zur US-amerikanischen Botschaft erhoben. Louis Goethe Dreyfus, der zuvor als bevollmächtigter Minister fungierte, wurde Botschafter der Vereinigten Staaten von Amerika in Afghanistan, er hatte das Amt von 1949 bis 1951 inne. Die erste amerikanische Expedition nach Afghanistan wurde von Louis Dupree, Walter Fairservis und Henry Hart geleitet. 1953 machte Richard Nixon, der zu dieser Zeit als US-Vizepräsident fungierte, einen offiziellen diplomatischen Besuch in Kabul. Er machte auch eine kurze Tour durch die Stadt und traf sich mit einheimischen Afghanen.

### Staatsbesuch des US-Präsidenten Eisenhower in Afghanistan 1959
1958 sprach Premierminister Daoud Khan als erster Afghane vor dem Kongress der Vereinigten Staaten in Washington, D.C. Sein Vortrag konzentrierte sich auf eine Reihe von Themen, unterstrich jedoch vor allem die Bedeutung der Beziehungen zwischen den USA und Afghanistan. Während seines Aufenthalts in der US-Hauptstadt Washington traf sich Daoud mit Präsident Dwight Eisenhower, unterzeichnete ein wichtiges Abkommen über den kulturellen Austausch und bekräftigte die persönlichen Beziehungen zu Vizepräsident Nixon, die 1953 während seiner Reise nach Kabul begonnen hatten. Der Premierminister reiste auch durch die Vereinigten Staaten, er sah sich unter anderem die New Yorker Börse, das Empire State Building, die Wasserkraftwerke der Tennessee Valley Authority (TVA) und andere Standorte an. Zu dieser Zeit lehnten die Vereinigten Staaten den Antrag Afghanistans auf Verteidigungszusammenarbeit ab, erweiterten jedoch ein wirtschaftliches Hilfsprogramm, das sich auf die Entwicklung der physischen Infrastruktur Afghanistans konzentrierte, z. B. Straßen, Dämme und Kraftwerke. Später verlagerte sich die amerikanische Hilfe von Infrastrukturprojekten auf technische Hilfsprogramme, um die für den Aufbau einer modernen Wirtschaft erforderlichen Fähigkeiten zu entwickeln. Die Kontakte zwischen den Vereinigten Staaten und Afghanistan nahmen in den 1950er Jahren zu, insbesondere während der Kubanischen Revolution zwischen 1953 und 1959. Während die Sowjetunion Kubas Fidel Castro unterstützte, konzentrierten sich die Vereinigten Staaten für ihre strategischen Zwecke auf Afghanistan. Dies diente hauptsächlich dazu, der Ausbreitung des Kommunismus und der Stärke der Sowjetunion in Südasien, insbesondere am Persischen Golf, entgegenzuwirken.

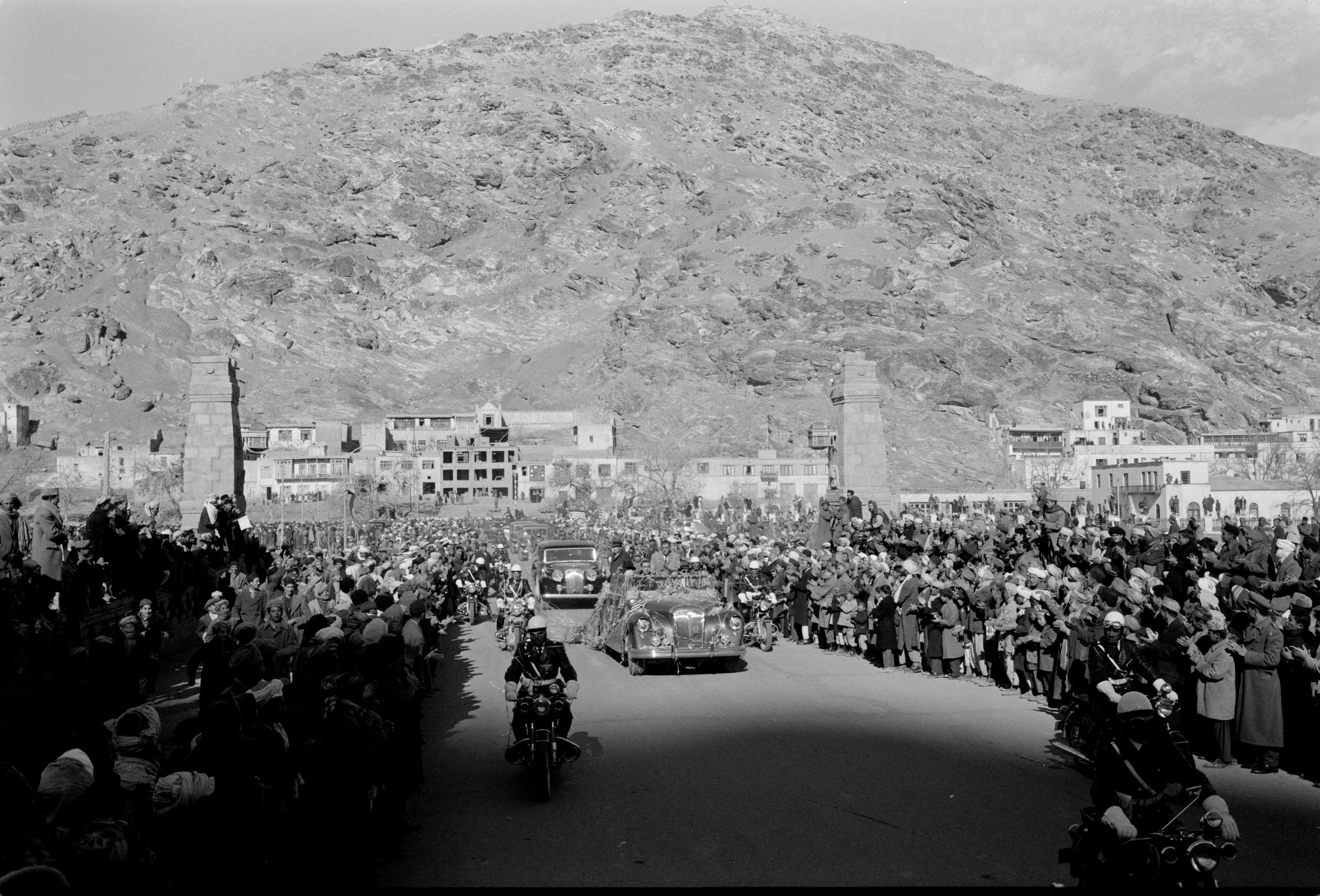
US-Präsident Dwight D. Eisenhower, 1959 in Kabul, Afghanistan.

Präsident Eisenhower machte im Dezember 1959 einen Staatsbesuch in Afghanistan, um sich mit seinen Führern zu treffen. Er landete auf dem Flugplatz Bagram und fuhr von dort nach Kabul. Er traf sich mit König Zahir Shah, Premierminister Daoud und einer Reihe hochrangiger Regierungsbeamter. Er machte auch eine Tour durch Kabul. Nach diesem wichtigen Besuch hatten die Vereinigten Staaten das Gefühl, Afghanistan sei sicher davor, jemals ein sowjetischer Satellitenstaat zu werden. Von den 1950ern bis 1979 versorgte die US-Auslandshilfe Afghanistan mit mehr als 500 Millionen US-Dollar an Darlehen, Zuschüssen und überschüssigen Agrarrohstoffen, um Transporteinrichtungen zu entwickeln, die landwirtschaftliche Produktion zu steigern, das Bildungssystem zu erweitern, die Industrie zu stimulieren und die Regierungsverwaltung zu verbessern.

### König Zahir Shah von Afghanistan und US-Präsident John F. Kennedy in Washington, DC, zwei Monate vor seiner Ermordung.

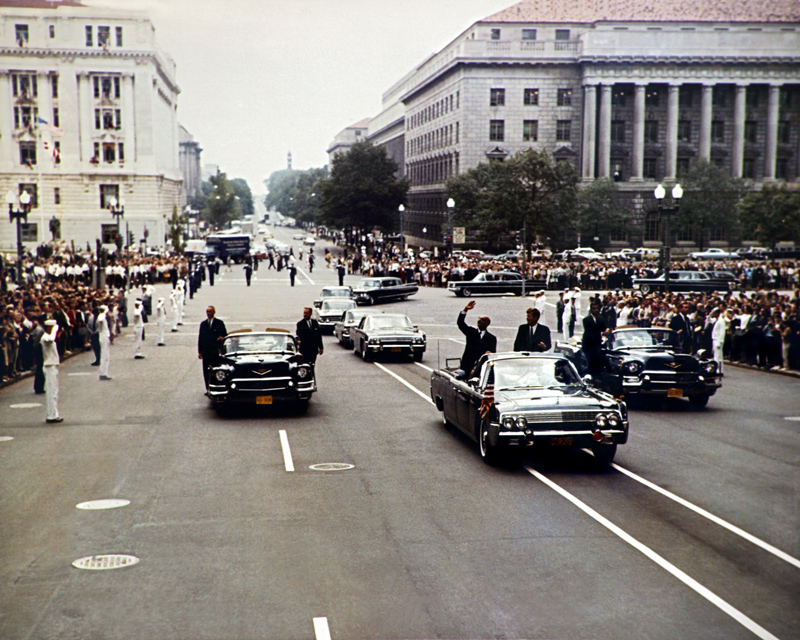
Der Afghanische König Zahir Schah, 1963 in Washington, Vereinigten Staaten von Amerika.

1963 machte der damalige König von Afghanistan Zahir Shah einen besonderen Staatsbesuch in den Vereinigten Staaten, wo er von John F. Kennedy und Eunice Kennedy Shriver empfangen wurde. Er besuchte auch das Disney Land in Kalifornien, New York und andere Orte. Habibullah Karzai, Onkel des späteren Präsidenten Hamid Karzai, der als Vertreter Afghanistans bei den Vereinten Nationen diente, soll Zahir Shah auch während des Staatsbesuchs des Königs begleitet haben. Während dieser Zeit hatten die Sowjets das Gefühl, dass die Vereinigten Staaten Afghanistan in einen Satellitenstaat verwandeln würden. In Afghanistan und Kuba wurden 1965 kommunistische Parteien, die Kommunistische Partei Kubas und die Demokratische Volkspartei Afghanistans (PDPA) gegründet.
Vizepräsident Spiro Agnew besuchte Kabul in Begleitung der Apollo 10-Astronauten Thomas Stafford und Eugene Cernan während einer Asienreise durch elf Nationen. Bei einem formellen Abendessen der königlichen Familie überreichte die amerikanische Delegation dem König ein Stück Mondgestein, eine kleine afghanische Flagge, die auf dem Apollo 11-Flug zum Mond getragen wurde, und Fotos von Afghanistan aus dem Weltraum. In den 1970er Jahren hatten zahlreiche amerikanische Lehrer, Ingenieure, Ärzte, Gelehrte, Diplomaten und Entdecker die raue Landschaft Afghanistans durchquert, in der sie lebten und arbeiteten. Das Peace Corps war zwischen 1962 und 1979 in Afghanistan aktiv. Viele andere amerikanische Programme liefen im Land, wie CARE, American Scouting in Übersee (Afghanistan Scout Association), USAID und andere.

## Sowjetische Intervention und Bürgerkrieg ab 1979
Nach der Saur-Revolution im April 1978 verschlechterten sich die Beziehungen zwischen den beiden Nationen. Im Februar 1979 wurde der amerikanische Botschafter Adolph Dubs in Kabul ermordet, nachdem afghanische Sicherheitskräfte zu den Entführern eingebrochen waren. Die USA reduzierten daraufhin die bilaterale Hilfe und beendeten ein kleines militärisches Ausbildungsprogramm. Alle verbleibenden Hilfsvereinbarungen wurden nach dem sowjetischen Einmarsch in Afghanistan beendet.
Nach der sowjetischen Invasion unterstützten die Vereinigten Staaten die diplomatischen Bemühungen um einen sowjetischen Rückzug. Darüber hinaus, leisteten sie einen Großen Beitrag zum Flüchtlingsprogramm in Pakistan hierbei, sollten afghanische Flüchtlinge unterstützt werden. Zu den amerikanischen Bemühungen gehörte auch die Unterstützung der in Afghanistan lebenden Bevölkerung. Dieses grenzüberschreitende humanitäre Hilfsprogramm zielte darauf ab, die Selbstversorgung Afghanistans zu erhöhen und den sowjetischen Versuchen zu widerstehen und Zivilisten aus dem von Rebellen dominierten Land zu vertreiben. Während der sowjetischen Besetzung Afghanistans leisteten die USA den auf der pakistanischen Seite der Durand-Linie stationierten Mudschaheddin-Gruppen militärische und wirtschaftliche Hilfe in Höhe von rund 3 Milliarden US-Dollar. Die US-Botschaft in Kabul wurde im Januar 1989 aus Sicherheitsgründen geschlossen.
Die Vereinigten Staaten begrüßten den neuen Islamischen Staat Afghanistan im Jahr 1992. ab diesem Zeitpunkt übernahmen die ehemaligen Mujahideen-Gruppen die Kontrolle über das Land. Diese kamen nach dem Sturz, der ehemaligen von der Sowjetunion unterstützten Regierung an die Macht kam. Jedoch begannen, sie sich untereinander zu bekämpfen und konnten in Afghanistan den Krieg nicht beenden. Von hier an, hielt sich die US-amerikanische Regierung im Bezug zu Afghanistan zurück.